# Silent Hill: Shattered Memories
Silent Hill: Shattered Memories – siódma gra z serii „Silent Hill” zapoczątkowanej w 1999 roku przez japońskie studio Konami. Gra przedstawia kompletnie inną wersję wydarzeń Harry’ego Masona i jego małoletniej córki Cheryl, znanych z części pierwszej serii. Tomm Hulett – producent gry – powiedział, że Shattered Memories nie jest ani remakiem i portem części pierwszej, tylko kompletnie inną grą. Jest to także druga część z serii wydana na konsolę Nintendo (pierwszą była Silent Hill: Play Novel na GameBoy Advance i również bazowała na części pierwszej). Po raz kolejny za grę z tej serii odpowiada developerskie studio Climax, które wcześniej stworzyło „Silent Hill: Origins” na zlecenie Konami

## Fabuła
Shattered Memories rozpoczyna się wizytą u psychiatry Doktora Kaufmanna, który rozpoczyna terapię z nowym pacjentem. Tym samym, gracz rozwiązuje pierwszy test psychologiczny.
Następnie gra rozpoczyna się sceną z Harrym Masonem, który budzi się po wypadku samochodowym który spowodował. Zauważa zniknięcie swojej córki Cheryl, po czym wyrusza na jej poszukiwanie. Trafia do kafejki Diner 52, gdzie spotyka młodą policjantkę Cybil Bennett. Prosi ją o pomoc w znalezieniu Cheryl, lecz kobieta dostaje wezwanie na jedną z ulic. Jednak dzięki rozmowie z nią, bohater przypomina sobie o posiadanym telefonie komórkowym i o tym, że mieszka w domu 1206 przy ulicy Levin. Idąc tam odbiera telefon on swojej córki, która ostrzega ojca przed jakimiś istotami, wtem cały świat zmienia się w swoją lodową, alternatywną wersję – Otherworld. Harry z powodzeniem ucieka przed potworami i dostaje się na ulicę Levin.
W tym czasie, gracz rozwiązuje drugi test u Doktora Kaufmanna. W następnej scenie, Harry podchodzi do swojego domu, który okazuje się być zamieszkany przez Mike’a i Lucy Stewart, którzy twierdzą, że mieszkają w tym domu już 14 lat. Protagonista oskarża ich o porwanie Cheryl, lecz wtem podjeżdża Cybil, która zabiera Harry’ego do policyjnego wozu i jedzie na komisariat policji. Niestety, mgła zrobiła się zbyt gęsta by Cybil mogła jechać dalej, więc wychodzi z samochodu by się rozejrzeć. Harry również wychodzi z auta, ponieważ policjantka za długo nie wraca. Bohater odkrywa, że znajduje się w lesie, a później dostaje telefon od Cybil w którym ta dziwi się, dlaczego go nie zastała w samochodzie. Odpowiedział jej że musi odnaleźć swoją córkę, lecz wtem świat znowu zmienia się w swoją lodową wersję. Harry znów zmuszony jest uciec przed hordą potworów i po udanej ucieczce, trafia na ulicę która prowadzi do Wyższej Szkoły Midwich. Po raz kolejny bohater kontaktuje się z Cybil która chce spotkać się z nim w szkolnej sali gimnastycznej
Gracz rozwiązuje trzeci test Doktora Kaufmanna. W sali gimnastycznej Harry spotyka młodą uczennicę o hiszpańskiej narodowości – Michelle Valdez. Mówi jej o poszukiwaniach swojej córki Cheryl, a ta mówi mu, że do szkoły uczęszczała nastolatka o nazwisku Cheryl Mason – Harry potwierdza, że jest ona podobna do jego córki, lecz to nie może być ona. Włamując się do komputera dyrektora Harry odkrywa, że jego rodzina przeprowadziła się na ulicę Simmons, po czym dzwoni na domowy numer podany w aktach nastoletniej Cheryl Mason. Kobieta, która podaje się za Dahlię, każe Harry’emu zostawić ją w spokoju i w tym momencie następuje zmiana świata w Otherworld. Po udanej ucieczce, bohater znowu spotyka Michelle, która zabiera go do nocnego klubu The Balkan, w którym pracuje śpiewając. Poprzez rozmowę z dziewczyną, bohater zauważa pierścionek na swoim palcu, co może świadczyć o tym, że jest żonaty. Idzie do toalety by nieco ochłonąć, a gdy z niej wraca, zauważa, że Michelle zniknęła, a na jej miejscu pojawiła się skąpo ubrana nastolatka o bardzo perwersyjnym zachowaniu, która przedstawia się jako Dahlia i daje do zrozumienia, że bardzo blisko zna się z bohaterem. Ten jednak jest zdania, że nigdy nie widział jej na oczy. Przejeżdżając z nią przez most świat znowu ulega przemianie (zamarza również Dahlia), przez co samochód wpada do jeziora. Harry’emu udaje się jednak wydostać, lecz Dahlia nieprzytomna zdaje się iść na dno wraz z samochodem. Mężczyzna resztami sił dopływa na powierzchnię i mdleje.
Gracz wykonuje czwarty test Doktora Kaufmanna. Harry Mason budzi się będąc na krześle inwalidzkim – został uratowany przez Cybil Bennett. Kiedy ta mówi mu o tym, że szukała w policyjnych danych jego nazwiska, świat znowu ulega przemianie. Po udanej ucieczce przez szpital, Harry spotyka ranną pielęgniarkę o nazwisku Lisa Garland. Bohater wraz z kobietą udzie do jej mieszkania, w którym ta chce się wyleczyć. Kiedy zmęczona kładzie się na łózko, prosi Harry’ego o podanie jej odpowiedniej tabletki (gracz może również podać jej złą tabletkę, co będzie miało wpływ na późniejszy etap rozgrywki). Po wyjściu z jej mieszkania i dojściu do Toluca Mall, Harry odbiera telefon od Lisy, która prosi go o szybki powrót. Po dojściu do mieszkania, kobieta umiera na jego oczach (po podaniu dobrej tabletki), lub jest już martwa (po podaniu złej tabletki). Do pomieszczenia wchodzi Cybil Bennett, która celuje pistoletem w Harry’ego. Z wściekłością mówi mu o tym, że wie iż on nie nazywa się „Harry Mason”, lecz wtem świat znowu zmienia się w swoją lodową wersję. Bohater kieruje się do Toluca Mall, w którym ponownie ucieka przed potworami. Po udanej ucieczce bohater w końcu trafia na ulicę Simmons i wchodzi do swojego domu. Spotyka tam Dahlię, lecz nie taką jaką poznał wcześniej – ta Dahlia jest w podeszłym wieku i zdradza Harry’emu dwie rzeczy: Cheryl jest w latarni, a oni razem są małżeństwem. Świat znowu się zmienia. Harry znajduje się w lokacji pełnej przeróżnych pomieszczeń i pokoi, będącej nawiązaniem do „Nowhere” z części pierwszej. Kiedy udaje mu się przedostać do pokoju Cheryl, zasypia na jej łóżku.
Gracz po raz kolejny rozwiązuje test Doktora Kaufmanna. W następnej scenie Harry’ego budzi Michelle, która proponuje mężczyźnie podwiezienie go wraz z jej chłopakiem Johnem. Podczas jazdy nastolatkowie kłócą się ze sobą, przez co obydwoje wychodzą z samochodu, a Harry zostaje sam. Po wyjściu z pojazdu, bohater kieruje się w stronę kanałów, w których dostaje telefon od Cheryl, która chce by ten zaniechał poszukiwań. Mężczyzna rusza jednak dalej. Wchodząc do Baru Annie bohater spotyka Michelle, która mówi mu o tym, że rozstała się z Johnem.
Gracz rozwiązuje kolejny test Doktora Kaufmanna. Harry Mason po przejściu przez Park Rozrywki Lakeside, trafia do łodzi, w której czeka go młoda Dahlia. Wyruszając w stronę latarni, bohaterowie dają się ponieść emocjom i w miłosnym uścisku kochają się na łóżku. Jakiś czas później, Harry budzi się w lodowym świecie, w którym zamrożona jest również starsza wersja Dahlii, spotkana wcześniej w domu przy ulicy Simmons. Harry wychodzi z łodzi i biegnie przez zamrożone jezioro w stronę latarni. Niestety, zostaje zaatakowany przez sporą ilość potworów, którym niestety nie daje rady i ginie. Okazuje się, że jednak Harry nie zginął, a cały lód – łącznie z potworami – znika, a mężczyzna jest zmuszony o własnych siłach dopłynąć do latarni. Nie zdąża niestety i po raz kolejny mdleje, lecz znów zostaje uratowany przez Cybil. Policjantka tym razem nie chce grozić mężczyźnie, ponieważ mówi mu, iż sama nie wie co się w ogóle dzieje – wyjawia mu, że 18 lat wcześniej mężczyzna o imieniu „Harry Mason” zginął w wypadku samochodowym. Ten chcąc znaleźć odpowiedzi na swoje pytania, idzie w stronę latarni, a Cybil odchodzi w drugą stronę. Harry odkrywa, że w latarni znajduje się klinika Doktora Kaufmanna.
Doktor Kaufmann w następnej scenie zwraca się konkretnie do gracza jako „ona”, i mówi o siedmioletniej dziewczynie która nie może pogodzić się ze śmiercią swojego ojca. Kiedy Harry wchodzi do pokoju, Doktor nie zwraca na to uwagi. Osobą, z którą cały czas rozmawiał psycholog, okazuje się być 25-letnia już Cheryl Mason, która nie mogła pogodzić się z tragiczną śmiercią swojego ojca. Tym samym okazuje się, że bohater którym gracz sterował przez całą grę to manifestacja wspomnień dorosłej Cheryl. W zależności od wykonywanych czynności, między Cheryl a manifestacją Harry’ego mogą wyniknąć trzy różne dialogi:
- Cheryl mówi do ojca: „Byłeś ze mną tak długo”, na co on odpowiada: „Zawsze będę”, po czym zamarza i znika.
- Cheryl mówi do ojca: „Dlaczego musiałeś umrzeć? To nie była moje wina. Na kogoś musiała spaść wina”, na co Harry jej odpowiada: „Zapomnij o mnie”. Mężczyzna znika, a Cheryl zaczyna płakać.
- Cheryl prawie w płaczu mówi: „Tato. Jesteś bohaterem. Mężczyzna, który zginął nie był moim ojcem. To nie go zapamiętałam. Te wspomnienia to wszystko co mam – Ty jesteś wszystkim co mam”, na co Harry odpowiada: „Ja nawet nie jestem duchem”, po czym obydwoje przytulają się do siebie.

Po skończonej terapii Cheryl wychodzi z latarni, gdzie czeka na nią jej matka – Dahlia. Po tej scenie pokaże się jedno z czterech głównych zakończeń – każde z nich jest wyjaśnieniem filmu prezentującego małą Cheryl i Harry’ego, którzy razem bawią się w Parku Rozrywki Lakeside.
- Love Lost – Zakończenie to prezentuje rozmowę Harry’ego i Dahlii kręconą przez Cheryl. Po tym jak Harry mówi Dahlii, że to wszystko to nie jej wina, zwraca uwagę na córkę i prosi ją by zaprzestała kręcić. Oznajmia jej, że pomimo iż jej rodzice wzięli rozwód i już się nie kochają, to nigdy nie przestaną kochać swojej córki. „Lost Love” samo w sobie można uznać za najlepsze zakończenie w swoim tragizmie. Będzie ono dostępne wtedy, gdy gracz nie będzie zwracał uwagi na alkohol i wszelkie rzeczy o podtekście seksualnym, a jedynie przedmioty związane z Cheryl.
- Drunk Dad – Zakończenie to po raz kolejny przedstawia wideo kręcone przez małą Cheryl. Nagrywa ona pijanego Harry’ego idącego do domu, który każe swojej córce przynieść mu piwo. To zakończenie będzie dostępne wtedy, gdy gracz będzie zwracał uwagę na alkohol i wszelkie butelki w trakcie rozgrywki, a także odpowiadał na pytania Doktora związane z nieokazjonalnym piciem alkoholu.
- Sleaze and Sirens – Zakończenie to nie jest kręcone przez Cheryl, a jest specjalnie nagrane przez samego Harry’ego. Przedstawia on siebie i Michelle wraz z Lisą, którzy razem zdają się mieć romans. Zakończenie to sugeruje, jakoby Harry zdradzał swoją żonę i znał Michelle i Lisę dużo wcześniej. To zakończenie będzie dostępne wtedy, gdy gracz będzie zwracał uwagę na każdą rzecz o podtekście seksualnym, jak sklepowe figury woskowe w bikini, lub gdy Harry będzie podglądał przebierającą się Lisę. Także w testach psychologicznych Doktora Kaufmanna, gracz musi pozytywnie odpowiadać na pytania związane z seksem.
- Wicked and Weak – Zakończenie to przedstawia kłótnię pomiędzy Harrym a Dahlią kręcone przez małą Cheryl. Dahlia bije Harry’ego po twarzy i obraża go i jego powieści – mężczyzna nie potrafi się przeciwstawić i ze smutkiem bez słowa patrzy w kamerę, którą trzyma Cheryl. To zakończenie będzie dostępne wtedy, gdy gracz da znać w testach psychologicznych, że nie lubi kontaktów z ludźmi i trudność mu sprawia poznawanie nowych znajomych.
- UFO – Tradycyjne dla serii bonusowe zakończenie UFO, rozpoczynające się w tym samym momencie co reszta zakończeń – w chwili wejścia Harry’ego do pokoju w latarni. Doktor Kaufmann rozmawiając z Cheryl nie może uwierzyć, że według niej całe miasto Silent Hill to statek kosmiczny, a jej ojciec Harry został porwany przez kosmitów. Wtem do pokoju wchodzi James Sunderland, lecz Doktor umawia się z nim na jutrzejszy dzień i mówi do siebie, że już od jakiegoś czasu nie widział jego żony. W następnej scenie Cheryl przemieniona w psa mówi, że jej matka była suką, a Doktor przemieniony w kosmitę, chce by dalej kontynuowała. Zakończenie to jest dostępne za drugim razem, i zostanie odblokowane, gdy Harry zrobi zdjęcia trzynastu spodkom kosmicznym, rozmieszczonym w różnych lokacjach w grze.

## Rozgrywka

### Testy psychologiczne
Testy psychologiczne to nowość dla serii. To właśnie od nich zależy ubiór i ogólny wygląd niektórych drugoplanowych bohaterów, kwestie dialogowe jakie wypowiadają, wygląd potworów oraz zakończenie. W niektórych miejscach rozgrywki może się również zmienić ogół lokacji (nie ich wygląd wewnętrzny), lub też same lokacje, włącznie ze związanymi z nimi zagadkami.
Łącznie testów psychologicznych Doktora Kaufmanna jest siedem, wszystkie nieznacznie różnią się od siebie – pierwszy z nich polega na wypełnieniu testu odpowiedziami „Prawda” lub „Fałsz”, drugi na pokolorowaniu obrazka i odpowiedzeniu „Tak” lub „Nie” na pytania związane z rodziną, trzeci na opisaniu siebie za czasów szkolnych i ułożenie swojego idealnego planu szkolnego, czwarty na rozpoznaniu ludzi martwych i śpiących, piąty na wskazaniu postaci o najcięższej winie (z historii opowiedzianej przez Kaufmanna), szósty na odpowiedzeniu „Tak” lub „Nie” na pytania związane z małżeństwem i dopasowaniu zdjęć sześciu osób w trzy pary, oraz siódmy na rozdzieleniu obrazków mających dla gracza podtekst seksualny. W ten sposób gra „obserwuje” gracza i jego poczynania w grze, co potem zaowocuje odpowiednim zakończeniem i zmienionymi scenami.

### Eksploracja
Dzięki możliwościom kontrolerów konsoli Wii, gracz może poruszać latarką w każde dostępne miejsce, wedle swojego uznania. W wersji na Wii do poruszania latarką gracz wykorzystuje Wii Remote, w wersji na PS2 jest to prawy analog, a w wersji na PSP nie ma możliwości ruchu latarką (jednakże gracz może poruszać latarką w trybie zoom, co występuje również w pozostałych wersjach).
Kamera jest ustawiona za plecami protagonisty – w stylu Resident Evil 4 – i ma na celu lepszą i łatwiejszą eksplorację pomieszczeń. Kiedy Harry jednak korzysta z telefonu, kamera zmienia się na tryb FPP, a gry odbiera telefon lub jest w trakcie połączenia, kamera znów znajduje się za plecami protagonisty. Tryb FPP pojawia się również w innych momentach rozgrywki, między innymi podczas rozwiązywania testów Doktora Kaufmanna, płynięcie przez jezioro Toluca głównym bohaterem, oraz podczas jazdy samochodem.

### Mementos
Tak zwane Mementosy, to przedmioty ściśle powiązane z postacią Harry’ego i jego córki – Cheryl. Gracz może zobaczyć znalezione przez siebie przedmioty wchodząc w odpowiednią zakładkę w opcjach. Po zakończeniu gry wszystkie przedmioty znalezione przez gracza można zobaczyć w dodatkowej scenie, która pojawia się po napisach końcowych. W grze jest ich w sumie 25, a ich ilość czy wygląd nie są zależne od testów psychologicznych.

### Telefon komórkowy
Telefon Harry’ego jest jedną z najbardziej niezbędnych rzeczy w grze. Głównie dlatego, iż to właśnie dzięki telefonowi gracz może zapisać swój stan rozgrywki – ilość zapisów jest nieograniczona i może nastąpić w każdym momencie – oraz może sprawdzić swoje położenie na mapie poprzez GPS. Telefon także ma funkcję robienia zdjęć, co jest między innymi niezbędne do otrzymania zakończenia UFO. Zdjęcia aparatu pokazują również niewidzialne dla oka gracza postacie (tak zwane Echo photo), które mają związek z głównym bohaterem i pomagają dokładniej zrozumieć fabułę gry. Harry może otrzymywać sms-y, lecz nie może ich wysyłać, za to może dzwonić w dowolnym momencie do osób zapisanych na liście kontaktów, oraz odbierać rozmowy przychodzące.

### Otherworld
Jedną z najbardziej widocznych zmian w tej części, jest zastąpienie krwawego, rdzawego i obskurnego Otherworld w mroźny, lodowy i zimowy, co ma swoje rozwiązanie fabularne. Może o tym świadczyć również fakt, że krwawy i rdzawy Otherworld pochodzi z umysłu Alessy Gillespie (Silent Hill i Silent Hill 3), a w Shattered Memories ta bohaterka nie występuje.

### Potwory
Kolejna ogromna zmiana w stosunku do poprzednich części w serii. O ile w poprzednich częściach walka z potworami była rzeczą niemniej jak niezbędną, tak w Shattered Memories główny bohater może przed nimi tylko uciec. Potwory nazwane Raw Shock, w zależności od wykonywanych testów psychologicznych, mają różny od siebie wygląd, a ich główną cechą jest fakt, że są szybsze od głównego bohatera. Gracz musi cały czas uciekać i do obrony brać flary, dzięki którym potwory są oszołomione i nie mogą złapać Harry’ego. Niestety, flara ta ma ograniczony czas działania.
W momencie gdy potwory skoczą na Harry’ego, głównym zadaniem gracza jest szybkie odepchnięcie ich, bowiem na protagonistę może skoczyć więcej jak jeden potwór i w ten sposób szybciej spadnie mu energia. W wersji na Wii wymagane jest szybkie poruszanie Nunchuckiem i Wiimotem, natomiast w wersjach na PS2 i PSP zostało to uproszczone – wystarczy odpowiednio szybko kliknąć przycisk (trójkąt, koło, kwadrat, lub X), który wyświetla się na ekranie (QTE).

## Dystrybucja

### Data premiery
Silent Hill: Shattered Memories początkowo miał zostać wydany 13 października 2009 roku w Stanach Zjednoczonych i 30 października w Europie. We wrześniu 2009 Climax ogłosił, że premiera została przesunięta na 3 listopada 2009 w samym USA. Niedługo potem data premiery znów została przełożona, tym razem na 8 grudnia 2009 w Stanach Zjednoczonych i tylko na konsolę Wii. Miesiąc później, 19 stycznia miały premierę wersje gry na PSP i PS2, również w USA. Premiera w Europie była ostatecznie planowana na miesiąc luty, lecz potem została przełożona na 4 marca 2009 i jest to data premiery gry na wszystkich platformach. Premiera w Australii (również na trzy platformy) została zaplanowana na dzień po premierze europejskiej. Data wydania gry w Japonii na dwie konsole – PSP i Wii – została potwierdzona na 25 marca 2010 roku.

### Okładki
Pierwszą wydaną okładką była okładka amerykańska, prezentująca Cheryl na huśtawce w tle zamrożonego miasteczka. Ta wersja okładki nie została zmieniona i została oficjalną na terenie Stanów Zjednoczonych. Okładka europejska początkowo znacząco się różniła – prezentowała ona twarz zamrożonego Harry’ego z połamanymi okularami. Ostatecznie jednak 24 października portal Go Nintendo ogłosił, że europejska wersja okładki będzie lekko przerobioną wersją okładki amerykańskiej. Japońska okładka gry zawiera jedynie Cheryl na huśtawce – zmieniono biały i niebieski kolor na czerń, a tło miasteczka i śniegu zastąpiono jeziorem i mroczną stylistyką.

## Oceny i opinie
| Portal                     | Ocena        |
| -------------------------- | ------------ |
| GameRankings               | 78% (Wii)    |
| Metacritic                 | 78/100 (Wii) |
| Blogcritics Gaming         | 5 na 5       |
| 1UP.com                    | C+           |
| Edge                       | 6 na 10      |
| Game Informer              | 6.3 na 10    |
| GamePro                    | 2.5 na 5     |
| Game Revolution            | B            |
| GameSpy                    | 3.5 na 10    |
| GameTrailers               | 8.5 na 10    |
| IGN                        | 8.6 na 10    |
| Nintendo Power             | 8 na 10      |
| Official Nintendo Magazine | 8.6 na 10    |
| Destructoid                | 9.5 na 10    |
| Winnipeg Free Press        | 4.25 na 5    |
| AtomicGamer                | 94%          |
| Eurogamer                  | 9 na 10      |
| N-Europe                   | 9 na 10      |
| Nintendo Life              | 9 na 10      |
| NintendoWorldReport        | 9 na 10      |
| GamesRadar                 | 7 na 10      |
| G4                         | 2 na 5       |

## Soundtrack
Za soundtrack do gry po raz kolejny został odpowiedzialny Akira Yamaoka, który jest autorem muzyki do wszystkich części z serii głównej. Soundtrack zawiera 21 utworów, w tym cztery wokalne śpiewane przez Mary Elizabeth McGlynn. Soundtrack został wydany 25 listopada 2009 roku.

Lista utworów:
1. Always on my Mind (5:09) (feat. Mary Elizabeth McGlynn)
2. When You're Gone (3:11) (feat. Mary Elizabeth McGlynn)
3. Searching the Past (2:31)
4. Childish Thoughts (1:32)
5. Creeping Distress (2:15)
6. Hostility (1:55)
7. Snow Driven (2:30)
8. Hibernation (2:18)
9. Devil's Laughter (1:52)
10. Lost Truth (2:48)
11. Angel's Scream (2:40)
12. Another Warm Body (1:52)
13. Forsaken Lullaby (1:52)
14. Raw Shock (1:43)
15. Lives Wasted Away (2:03)
16. Blackest Friday (1:46)
17. Endless Depths (1:30)
18. Different Persons (2:30)
19. Ice (3:00)
20. Acceptance (4:04) (feat. Mary Elizabeth McGlynn)
21. Hell Frozen Rain (5:40) (feat. Mary Elizabeth McGlynn)

Utwór „Always on My Mind” jest coverem utworu Elvisa Presleya, pod tym samym tytułem.
Soundtrack z Silent Hill: Shattered Memories został wydany jako bonus do gry, dotychczas tylko w Stanach Zjednoczonych.

## Głosy
Studio Climax nie podało w napisach końcowych gry nazwisk osób biorących udział w voice-actingu. Dotychczas tylko część nazwisk zostało potwierdzonych, większa część nieznanych nazwisk jednak jest potwierdzana przez fanów na najbardziej znanych forach o „Silent Hill”:
| AKTOR                      | POSTAĆ               |
| -------------------------- | -------------------- |
| Kirk Thornton              | Harry Mason          |
| Michael McConnohie         | Dr. Michael Kaufmann |
| Kirsten Potter             | Cybil Bennett        |
| Laura Bailey               | Dahlia               |
| Karen Strassman            | Lisa Garland         |
| Yuri Lowenthal             | John                 |
| Tomm Hulett                | James Sunderland     |
| Mona Marshall Liam O’Brien | Dodatkowe głosy      |